# Ancylotrypa schultzei
Ancylotrypa schultzei är en spindelart som först beskrevs av William Frederick Purcell 1908.  Ancylotrypa schultzei ingår i släktet Ancylotrypa och familjen Cyrtaucheniidae.
Artens utbredningsområde är Namibia. Inga underarter finns listade i Catalogue of Life.